# Jempong Baru
Jempong Baru is een bestuurslaag in het regentschap Mataram van de provincie West-Nusa Tenggara, Indonesië. Jempong Baru telt 12.071 inwoners (volkstelling 2010).